# Конкурсы искусств на летних Олимпийских играх 1912
| Конкурсы искусств на V летних Олимпийских играх 1912 год, Стокгольм, Швеция | Конкурсы искусств на V летних Олимпийских играх 1912 год, Стокгольм, Швеция |
| Olympische Ringe                                                            | Olympische Ringe                                                            |
| Информация                                                                  | Информация                                                                  |
| --------------------------------------------------------------------------- | --------------------------------------------------------------------------- |
| Участники:                                                                  | 33 участника (все мужского пола) из 12 стран                                |
| Время проведения:                                                           | 5 мая — 27 июля                                                             |
| Медали:                                                                     | 5 золотых и 1 серебряная                                                    |
|                                                                             | Антверпен 1920 →                                                            |

Конкурсы искусств на летних Олимпийских играх 1912, добавленные в программу V летней Олимпиады, стали первыми в истории современного олимпийского движения. Их проведение, сначала вызывавшее сомнения, постепенно становилось всё более успешным. Однако через 40 лет финские организаторы XV летней Олимпиады под предлогом недостатка времени на подготовку художественных соревнований отказались от этих конкурсов, и МОК в 1954 году окончательно их отменил.
Российскую империю на конкурсе искусств в категории «скульптура» представлял князь Паоло Трубецкой. Однако его работа осталась без награды.

## Участие Пьера де Кубертена
Начиная с учредительного конгресса Международного олимпийского комитета 16—23 июня 1894 года в Париже, инициатор возрождения Олимпийских игр барон Пьер де Кубертен говорил о соединении спорта и эстетического наслаждения в античных Играх. По его настоянию идея включения художественных соревнований в программу современных Олимпиад специально обсуждалась и была одобрена на IV Олимпийском конгрессе в Париже 23—25 мая 1906 года. Считается, что Кубертен позаимствовал эту идею у британского писателя, художника и теоретика искусства Джона Рёскина, который читал курс искусствоведения в Оксфордском университете.
Кубертен предполагал, что конкурсы искусств впервые пройдут на IV Олимпиаде 1908 года в Риме. Но на внеочередных Олимпийских играх было объявлено, что Рим отказывается от своих обязательств в пользу Лондона из-за больших бюджетных расходов Италии после ущерба, нанесённого извержением Везувия в 1906 году. Поскольку за два оставшихся года Лондон не успевал подготовиться к добавлению новых конкурсов, от них отказались. В октябре 1909 года Кубертен объявил, что МОК будет спонсировать международный архитектурный конкурс.
На 11-й сессии МОК в Люксембурге в 1910 году представитель Швеции Виктор Бальк в своём докладе отметил, что из-за неоднозначности критериев оценок художественных соревнований трудно заинтересовать ими шведских ответственных лиц. Кубертен попросил своего заместителя Годфруа де Блоне возглавить обсуждение включения художественных конкурсов в программу Олимпиад, напоминая о принятом в 1906 году решении. В результате НОК Швеции согласился добавить конкурсы искусств в программу Игр 1912 года. Кубертен лично принял участие в соревнованиях по литературе, но как президент МОК не стал это открыто демонстрировать, а подал заявку под псевдонимом двух претендентов из Германии (англ. Georges Hohrod and M. Eschbach).

## Художественные категории
Художественные конкурсы на V летних Олимпийских играх 1912 года проводились по пяти категориям: архитектура, литература, музыка, живопись и скульптура.
НОК Швеции объявил (в соответствии с общими выработанным принципами) условия предоставления конкурсных работ. Их тематика должна быть связана исключительно со спортом; их нельзя было обнародовать до начала Игр; по итогам Игр жюри получало право рекомендовать работы победителей для экспонирования в музеях и разных престижных залах. О своём намерении участвовать претенденты должны были заявить до 15 января 1912 года. Ограничений размера и формы для рукописей, планов, чертежей или полотен не выдвигалось, но скульпторам необходимо было предоставлять модели не более 80 сантиметров в высоту, длину или ширину. Экспонаты должны были попасть в руки жюри до 1 марта 1912 года. Предусматривались, как в спортивных дисциплинах, три вида медалей для победителей (золото, серебро и бронза). Но трудности сравнительной оценки «достижений» в области искуссва продолжали оставаться предметом обсуждений.

### Архитектура
В конкурсе участвовали десять претендентов: четыре из Швейцарии (Эжен Моно совместно с Альфонсом Лаверрьером, Гийом Фатио), один из Бельгии (Франц Журден), один из Франции, один из Великобритании, один из Германии, два участника не указали НОК своей страны. Возраст конкурсантов — от 31 до 64 лет.
| Место | Страна    | Участник                     | Произведение                   |
| ----- | --------- | ---------------------------- | ------------------------------ |
| 1     | Швейцария | Эжен Моно, Альфонс Лаверрьер | «Проект современного стадиона» |
| 2     |           | не присуждали                |                                |
| 3     |           | не присуждали                |                                |

### Музыка
В конкурсе участвовали пять претендентов: один из Италии, один из Великобритании, два из Швейцарии (Эмиль Жак-Далькроз), один из Франции (Макс Д’Оллон). Возраст конкурсантов — от 36 до 46 лет.
| Место | Страна | Участник           | Произведение                |
| ----- | ------ | ------------------ | --------------------------- |
| 1     | Италия | Риккардо Бартелеми | «Олимпийский победный марш» |
| 2     |        | не присуждали      |                             |
| 3     |        | не присуждали      |                             |

### Живопись
В конкурсе участвовали четыре претендента: один из Италии, один из Великобритании (Эрнст Таунсенд), два из Франции (Жан-Франсуа Рафаэлли). Возраст конкурсантов — от 32 до 62 лет.
| Место | Страна | Участник         | Произведение   |
| ----- | ------ | ---------------- | -------------- |
| 1     | Италия | Карло Пеллегрини | «Зимний спорт» |
| 2     |        | не присуждали    |                |
| 3     |        | не присуждали    |                |

### Скульптура
В конкурсе участвовали восемь претендентов: один из США (Уолтер Уайнэнс), два из Франции, один из Богемии, один из Канады, один из Италии (Рембрандт Бугатти), один из России (князь Паоло Трубецкой), один из входившего в состав Российской империи Царства Польского (Антоний Вивульский). Возраст конкурсантов — от 27 до 60 лет. 
| Место | Страна  | Участник       | Произведение              |
| ----- | ------- | -------------- | ------------------------- |
| 1     | США     | Уолтер Уайнэнс | «Американский рысак»      |
| 2     | Франция | Жорж Дюбуа     | «Модель входа на стадион» |
| 3     |         | не присуждали  |                           |

## Золотые медалисты в разных категориях
|  |  |  |
|  |  |  |

Авторство «Оды спорту» в соревнованиях было указано под псевдонимом: «Georges Hohrod and M. Eschbach», который в итоге удалось расшифровать.
«Ода спорту» Пьера де Кубертена переведена на разные языки, включая русский.
В свойственной для жанра оды торжественной манере Кубертен воспевает девять предложенных им определений спорта:

I. О спорт! Ты — наслаждение!

II. О спорт! Ты — зодчий!

III. О спорт! Ты — справедливость!

IV. О спорт! Ты — вызов!

V. О спорт! Ты — благородство!

VI. О спорт! Ты — радость!

VII. О спорт! Ты — плодотворность!

VIII. О спорт! Ты — прогресс!

IX. О спорт! Ты — мир!

## Медальный зачёт
| Место | Страна    | Золото | Серебро | Бронза | Всего |
| ----- | --------- | ------ | ------- | ------ | ----- |
| 1     | Италия    | 2      | 0       | 0      | 2     |
| 2     | Франция   | 1      | 1       | 0      | 2     |
| 3     | Швейцария | 1      | 0       | 0      | 1     |
| 3     | США       | 1      | 0       | 0      | 1     |

На этой Олимпиаде планировалось также присуждение почётной награды Олимпийского приза за альпинизм, но президент комитета по присуждению наград не смог выбрать достойных претендентов. Для обоснований отказа приводились факты платного участия некоторых номинированных на приз альпинистов, что противоречило Олимпийской хартии.